# Philoscia marmorata
Philoscia marmorata är en kräftdjursart som beskrevs av Brandt 1833. Philoscia marmorata ingår i släktet Philoscia och familjen Philosciidae. Inga underarter finns listade i Catalogue of Life.